# Селеуш (Данеш, Муреш)
Селеуш (рум. Seleuș) — село у повіті Муреш в Румунії. Входить до складу комуни Данеш.
Село розташоване на відстані 228 км на північний захід від Бухареста, 35 км на південь від Тиргу-Муреша, 102 км на південний схід від Клуж-Напоки, 96 км на північний захід від Брашова.

## Населення
За даними перепису населення 2002 року у селі проживала 1781 особа.
Національний склад населення села:
| Національність | Кількість осіб | Відсоток |
| -------------- | -------------- | -------- |
| румуни         | 1259           | 70,7%    |
| цигани         | 451            | 25,3%    |
| німці          | 54             | 3,0%     |
| угорці         | 13             | 0,7%     |

Рідною мовою назвали:
| Мова      | Кількість осіб | Відсоток |
| --------- | -------------- | -------- |
| румунська | 1482           | 83,2%    |
| циганська | 262            | 14,7%    |
| німецька  | 29             | 1,6%     |
| угорська  | 6              | 0,3%     |